# Милонафт
Милонафт (рос. мылонафт; англ. naphthenate soap, нім. Seifenlauge f) – натрієві солі нерозчинних у воді органічних кислот, які застосовуються як пластифікатор за температури до 100°С. Повинен відповідати вимогам ГОСТ 13302-77 “Кислоти нафтові”; випускається у вигляді пастоподібного продукту із вмістом сухої речовини не менше 70%, постачається в металевих чи дерев’яних бочках; повинен зберігатися в закритих складських приміщеннях.

## Одержання
Нафтові кислоти, які містяться в складі деяких нафтопродуктів (гас, дизельне масло і ін.) обробляють розчином натрієвого лугу, який зв'язує нафтові кислоти і утворює мило. В процесі наступної висолки розчином кухонної солі мила нафтових кислот у вигляді концентрованих водних розчинів спливають на поверхню і декантирують. При цьому отримується товарний продукт під назвою «милонафт».